# 久美浜一区
久美浜一区（くみはまいっく）は、京都府京丹後市久美浜町にある地名。久美浜湾の南岸にある向町区、十楽区、仲町区、土居区、東本町区、西本町区、新町区、新橋区、栄町区の9の区で構成される。2021年（令和3年）3月31日時点の人口は1580人。

## 地理

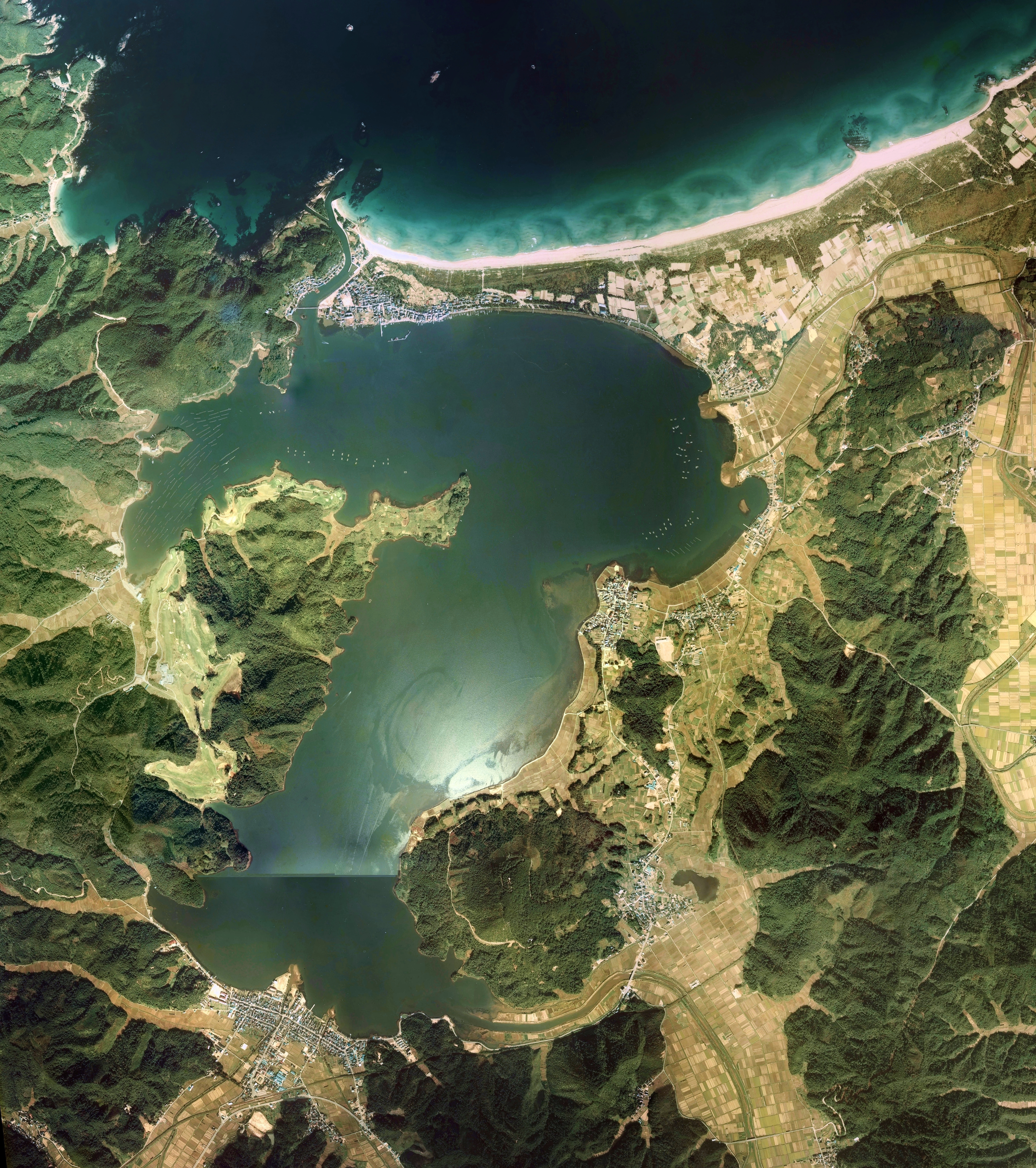
久美浜湾

京都府の北西端、北は日本海に面する久美浜町の中心市街地にあり、9つの地区がある。
町の中心を久美谷川が北流して久美浜湾にそそぎ、その川の東の表通り沿いに土居地区、仲町地区、裏通り沿いに栄地区があり、栄の東側に向町地区がある。仲町と向町の東側には栃谷川が北流して久美浜湾に注ぎ、栃谷川の東側に十楽地区がある。久美谷川より西側には、久美浜湾と表通りの間に東本町地区、次いで西本町地区があり、表通りと裏通りの間には新橋地区、新町地区が続き、陣屋川を挟んでかつて久美浜代官所がおかれた京丹後市立久美浜小学校に面する。

### 河川・海
- 久美浜湾
- 久美谷川
- 栃谷川
- 陣屋川

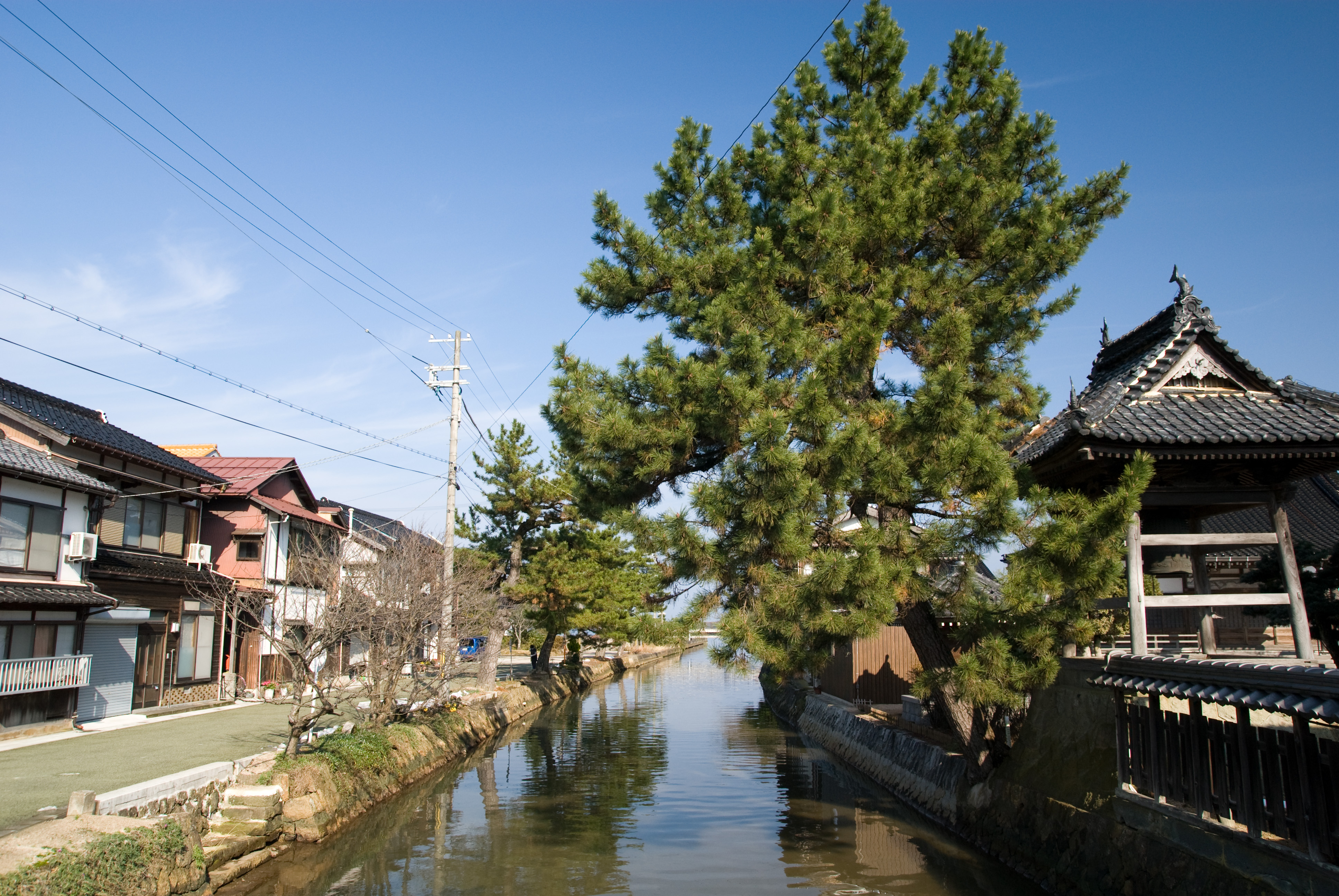
久美浜一区を流れる久美谷川と長命寺
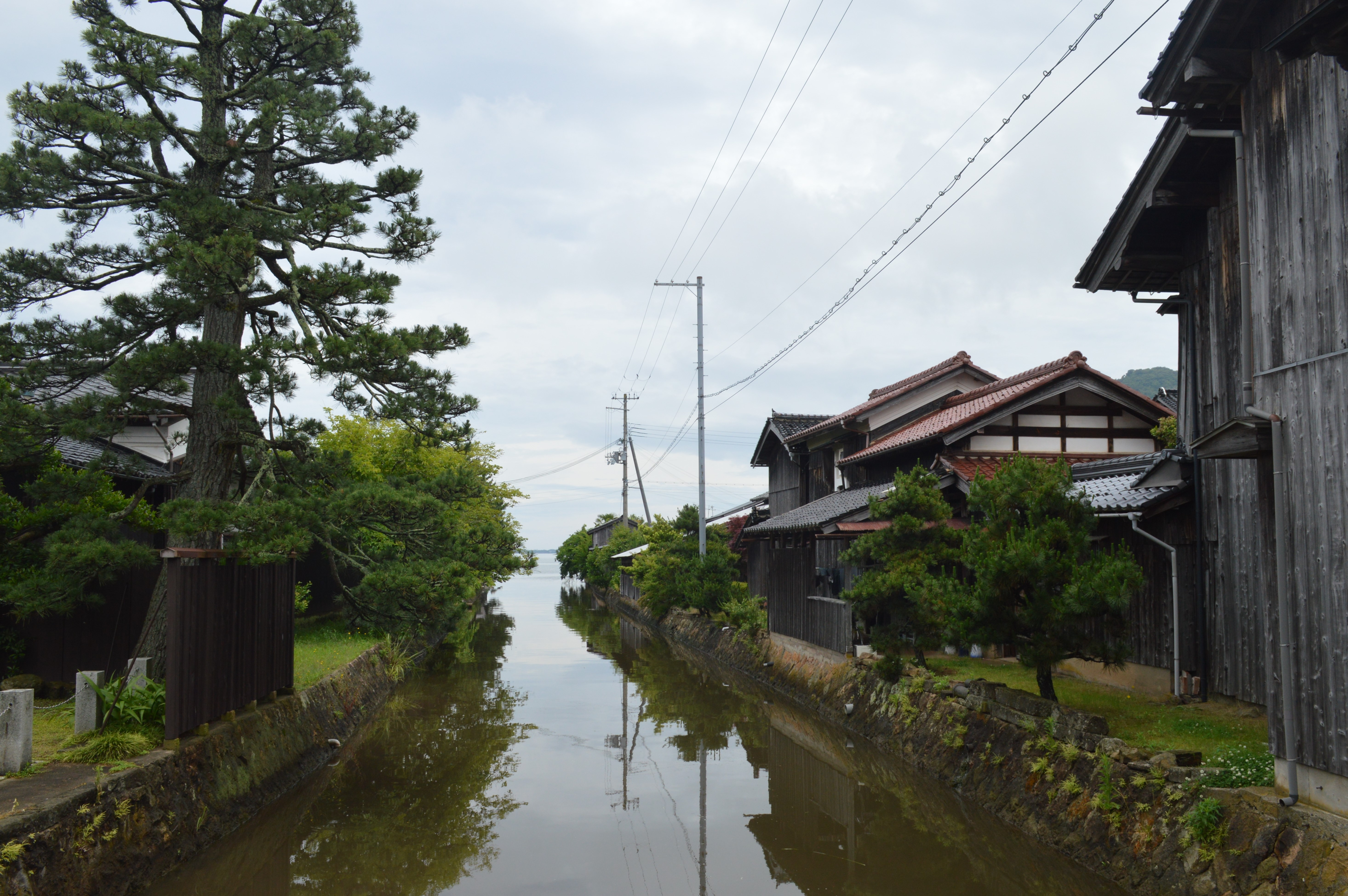
久美浜一区を流れる栃谷川

### 構成する区
- 向町区

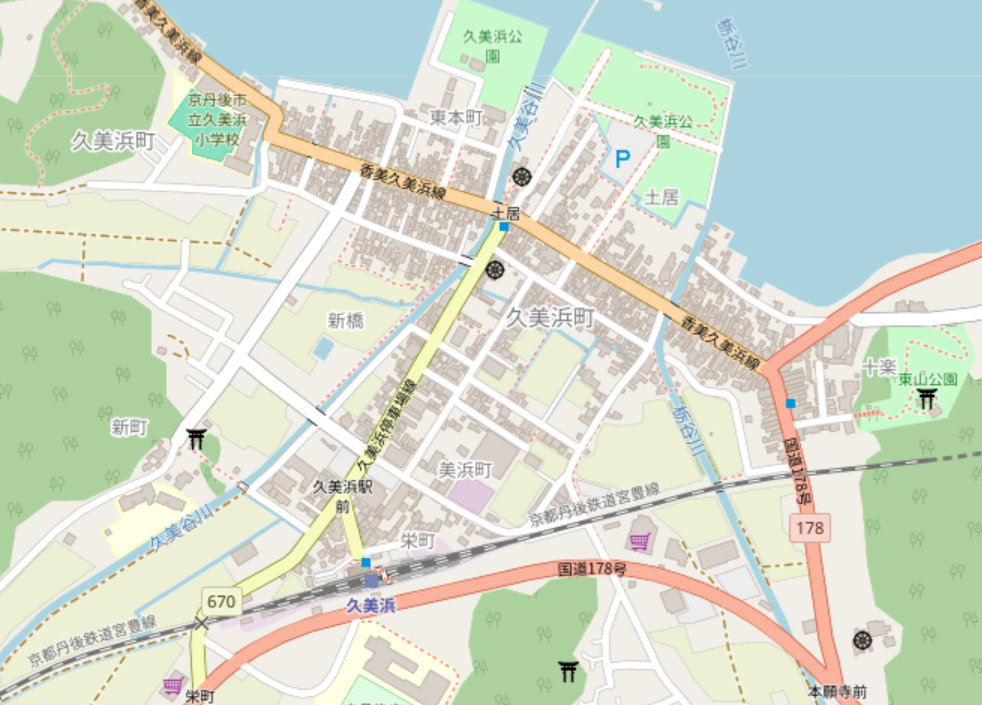
久美浜一区

- 十楽区 - 「十楽」という地名は恵心僧都（えしんそうず）が著した『往生要集』にある言葉に由来し、「仏様の国」十種の聖らかな楽しみに満たされている世界という意味である[4]。聖衆来迎の楽（仏様の迎えを受ける楽しみ）、見仏聞法の楽（仏様に会える楽しみ）などの十の楽しみが挙げられ、それが「浄土」だと伝える[4]。『十楽区誌』では、区民はこの名前を大切にし仏まつりに努めれば必ず栄えるであろうと言われ、その教えを守っていると記す[4]。城下町時代から、職人の町として栄えた地域である[5]。
- 仲町区
- 土居区
- 東本町区 - 享保年間には「本町東町」と呼ばれていた[6]。
- 西本町区 - 享保年間には「本町西町」と呼ばれていた[6]。
- 新町区 - 享保年間の地図では「東裏町」「西裏町」「宮下町」と記載されている[6]。
- 新橋区 - 久美谷川を挟んで東は土居区、栄町区と、西と南で新町区と、北は東本区と接する[7]。久美浜一区の概ね中心地にあたる35,000平方メートルの地域で、久美浜一区の中でもっとも狭い地区である[8]。地名の由来は明らかではないが、享保年間には「新橋町」と呼ばれていた[6]。明治期に作成された「久美浜村全図」によれば、この当時の新橋区の規模は木造家屋44戸と記録されるが、1991年（平成3年）時点で住宅44戸・新橋会館・地蔵堂があり[9]、久美浜町の他地区に比べると人口の減少割合も少ない[10]。
- 栄町区

### 9の区と久美浜一区自治会
自治組織として9の区があり、それぞれ代表者として区長を有する。区ごとの世帯数は30世帯から100世帯である。ごみ収集場所の情報提供、回覧板の巡回、地域の清掃活動、子ども会、季節ごとのイベントなどは区ごとに行っている。
9の区の連合自治組織として久美浜一区自治会があり、各区の区長が役員となっており、代表者として自治会長を有する。運動会、球技大会、敬老会、各区と行政との連携、河川の安全管理などを行っている。

### 人口の変遷
国勢調査による人口の推移。
| 1920年（大正9年）  | 1,929人 |  |
| 1930年（昭和5年）  | 2,226人 |  |
| 1940年（昭和15年） | 2,244人 |  |
| 1950年（昭和25年） | 2,710人 |  |
| 1960年（昭和35年） | 2,594人 |  |
| 1970年（昭和45年） | 2,358人 |  |
| 1980年（昭和55年） | 2,218人 |  |
| 1990年（平成2年）  | 2,118人 |  |
| 2000年（平成12年） | 2,095人 |  |
| 2010年（平成22年） | 1,890人 |  |

## 歴史
中世の城下町を骨格として近世には幕府の直轄地として発展した。明治期に入ると、江戸時代の代官所跡には久美浜県庁が置かれ、さらに発展の兆しを見せたが、数年のうちに久美浜県は廃止となり、県庁は豊岡に移る。詳細は「久美浜」「久美浜町」の項目を参照のこと。京都府移管後は久美浜町一町で熊野郡を成したうちの久美浜町字久美浜の地域で、町の中心であったが、2004年（平成16年）に久美浜町は他5町と合併し京丹後市となった。

### 景観遺産登録への道のり
2004年（平成16年）、6町が合併し誕生した京丹後市は、その初年度予算で久美浜一区の伝統的な家並みや生活空間の保全に8,300万円を盛り込んだ「街なみ環境整備事業」を採択した。住民は自宅や店舗を改修する際、「和風建築とすること」「1階の軒は隣家と続くよう配慮すること」「窓に木製の格子を付けること」を義務付け、10年間継続して各戸に最高200万円を補助し、古来の景観を復活させることを目標とした。この取り組みは如意寺の住職であった友松裕也が代表を務めていた「久美浜一区まちづくり協議会」が推進し、地権者のおよそ8割にあたる220人が同意、2002年（平成13年）末に協定を交わしていた。2004年（平成16年）7月には、地域の情報発信の拠点施設とするべくコミュニティスペース「丁子屋」(土居地区)に格子を付けるなどしてレトロな趣に改修し、掲示板を設置。この環境整備事業は、老朽化した消防車庫を移転新築する際にも適用され、浜公園には2005年（平成17年）に江戸時代の土蔵を想起する消防車庫が事業費3,500万円で新築され、「町火消し」の看板を掲げる。
2011年（平成23年）1月、城下町特有の細長い宅地割りを維持する「城下町に由来する風情ある久美浜の街並み」が、京都府景観資産に登録された。京都府景観資産は2007年（平成19年）に景観条例で定められたもので、久美浜一区は府内で15件目、京丹後市内では4件目だった。なお、久美浜町内では先行して「久美浜湾と牡蠣の養殖景観」も京都府景観遺産に登録されている。
同2011年（平成23年）同1月には、総工費4,300万円をかけて1929年（昭和4年）建設の久美浜公会堂を約80年ぶりに全面的に改修し、3月27日に「久美浜公会堂の修景を祝う会」を町を挙げて開催した。景観づくりの取組は建物改修のみでなく、地区の行事としても推進された。3月に竹筒雛、5月に鯉のぼりを約30軒が軒先に飾るなど、住民が連携する。
2011年（平成23年）、久美浜一区まちづくり協議会は国土交通大臣による「まちづくり功労者表彰」を受賞した。

### 久美浜一区自治会
久美浜一区には区長会、自治振興会、地区公民館という3つの組織があったが、持続可能な運営に対する危機感があったことから、2018年度（平成30年度）には自治組織検討委員会が設立されて組織の見直しが検討され、2020年度（令和2年度）には3つの組織を一本化して久美浜一区自治会が設立された。
神谷太刀宮神社には中央部で縦に割れている巨岩の神谷磐座がある。久美浜一区の自治会長は2020年（令和2年）10月29日、アニメ『鬼滅の刃』の主人公 竈門炭治郎が修業中に切った巨岩に似ていると感じてFacebookに投稿したところ、投稿が拡散されて観光客が訪れるようになり、新聞やテレビの取材も受けた。11月1日には10組の来訪者があり、11月22日には約25組80人と増えると、12月6日には来訪者が300人を超えた。これを受け、一区では有志を募り、磐座保存会を結成して地域振興と環境保全に努めた。
京都外国語大学と連携して地域課題や観光施策を考えるフィールドワークなどを行っている。

## 施設

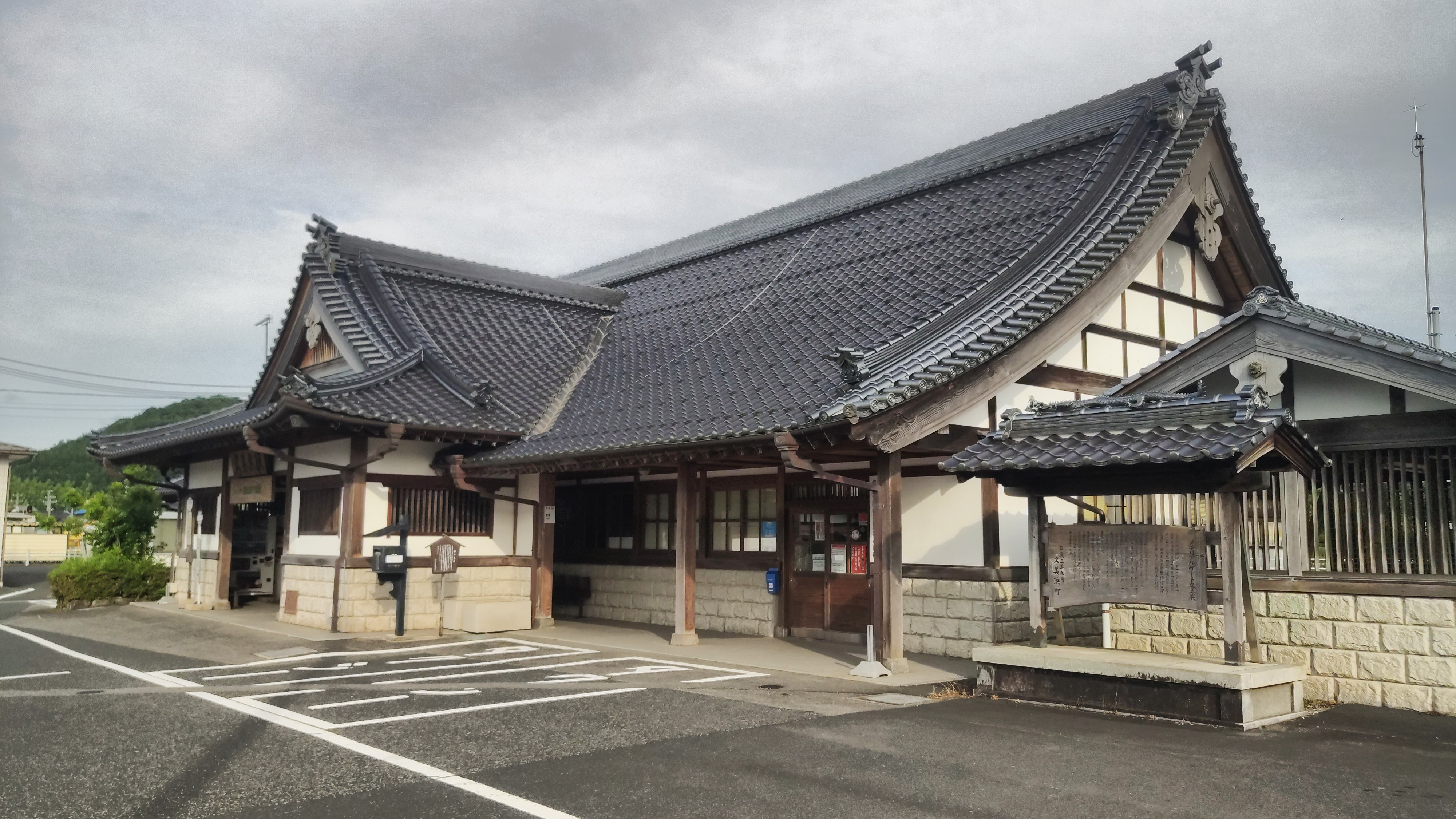
久美浜駅

久美浜一区には鉄道駅として京都丹後鉄道宮津線久美浜駅がある。
- 久美浜駅
- 京丹後市久美浜庁舎
  - 京丹後市立久美浜図書室
- 京丹後市立久美浜小学校
- 京丹後市立久美浜病院
- 京都北都信用金庫久美浜支店
- 京丹後市久美浜湾カヌーセンター
- 旧久美浜町役場 - 1927年竣工の近代建築。
- 熊野酒造 - 日本酒の酒蔵。銘柄は「久美の浦」。当主の柿本文男は京都府議会議長も務めた[25]。

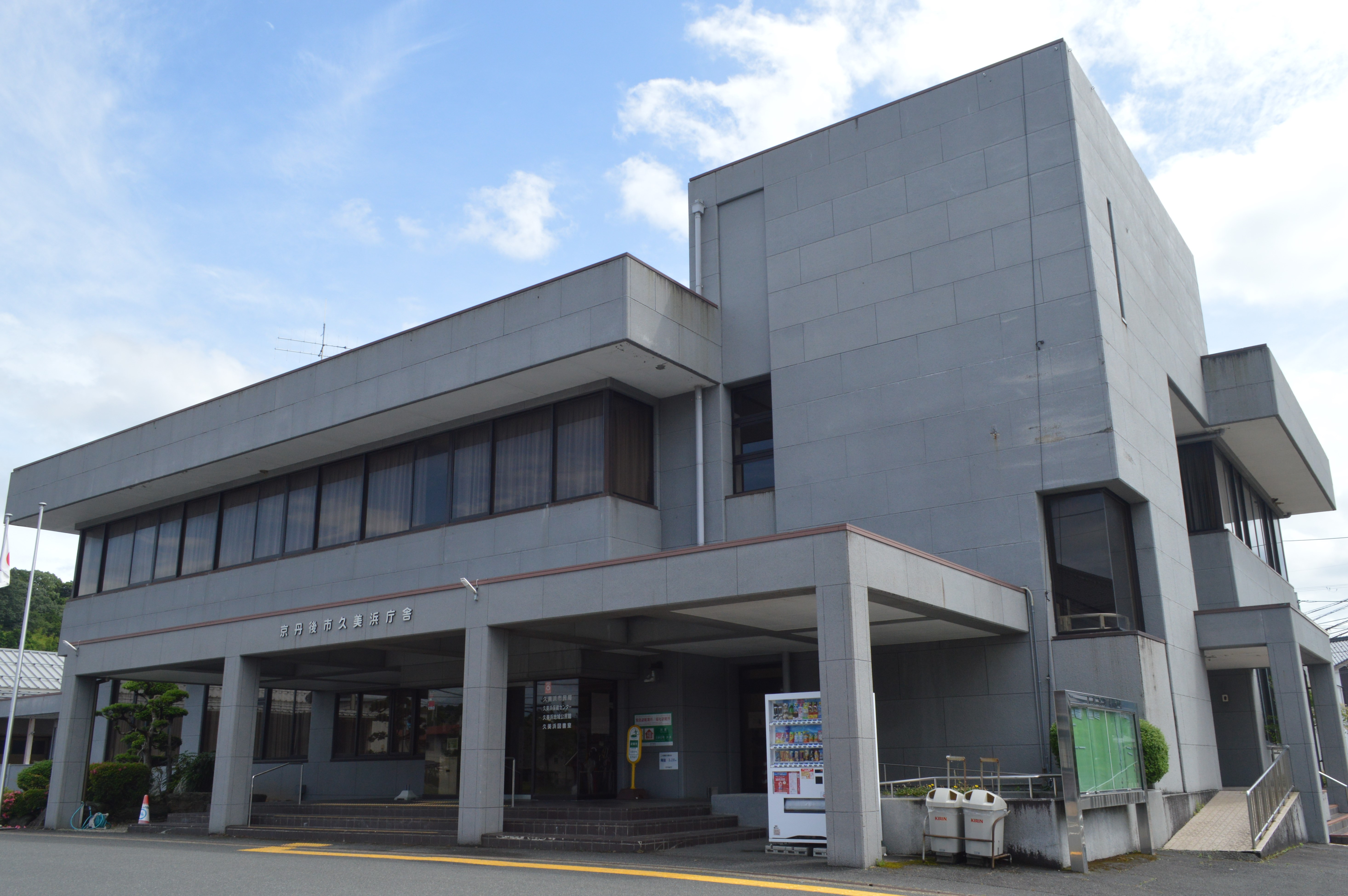
京丹後市久美浜庁舎
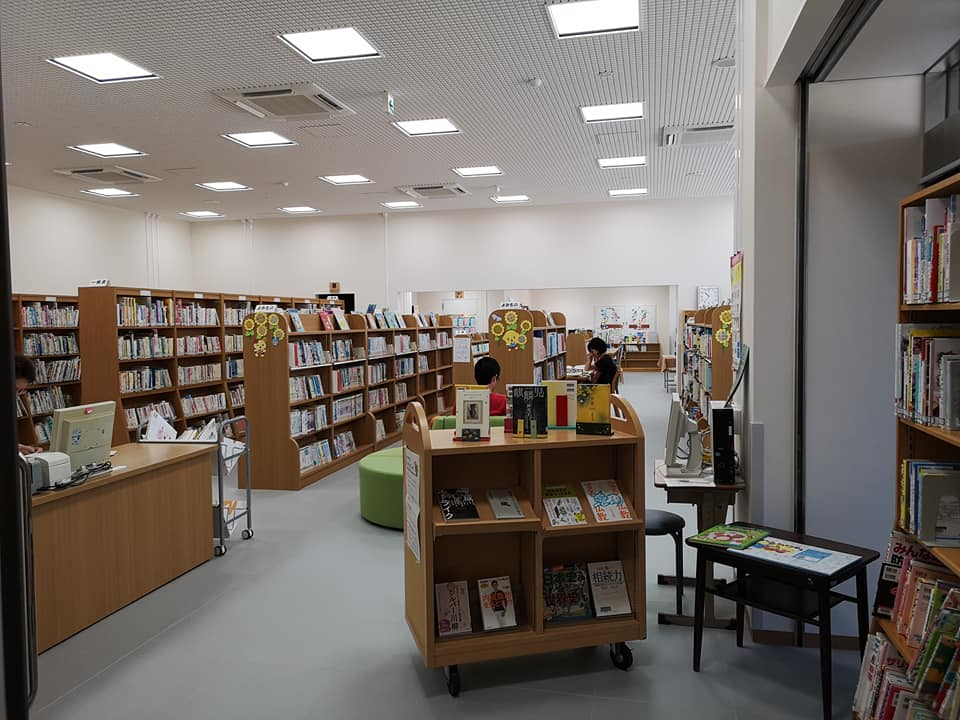
京丹後市立久美浜図書室
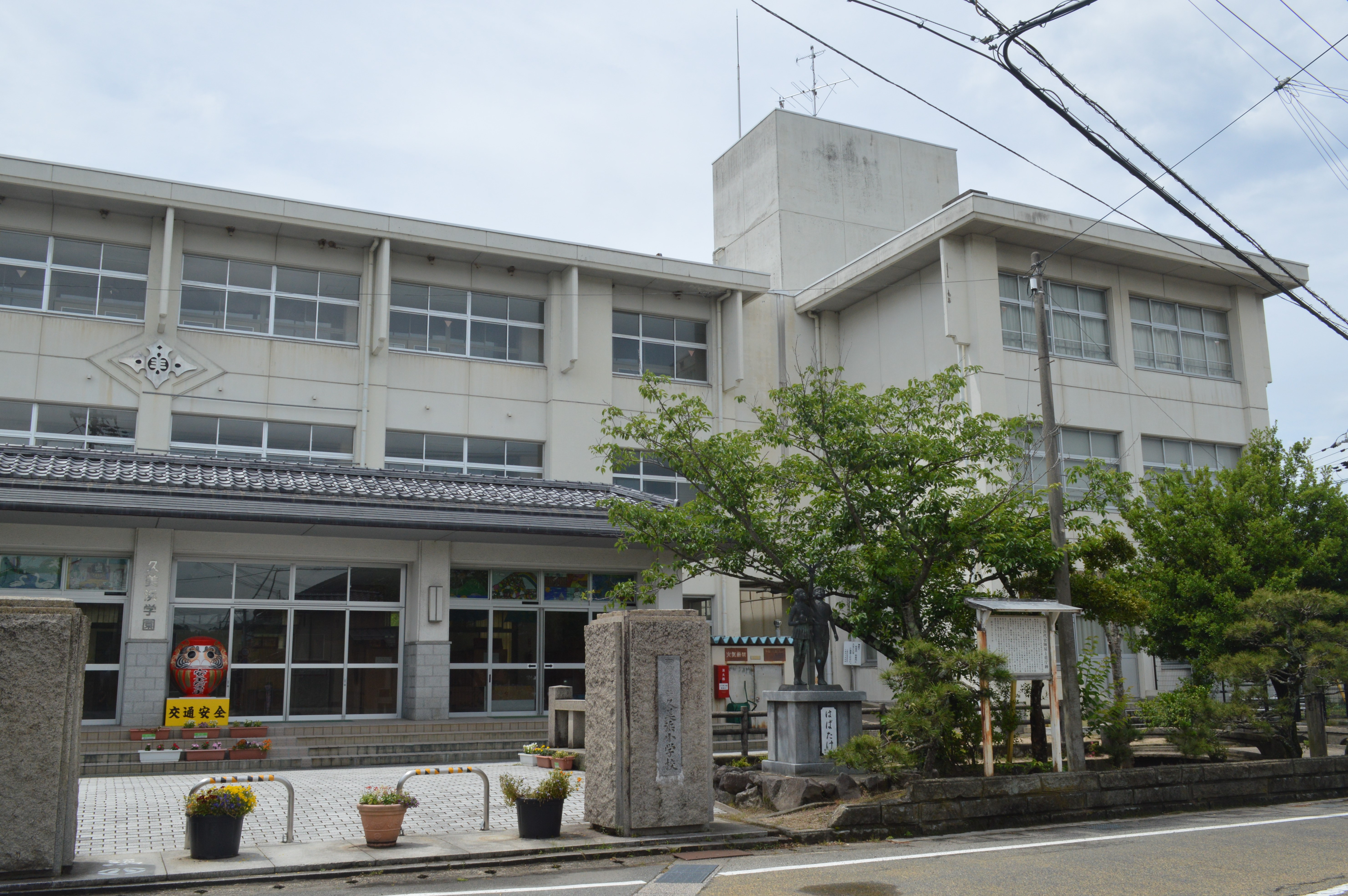
京丹後市立久美浜小学校
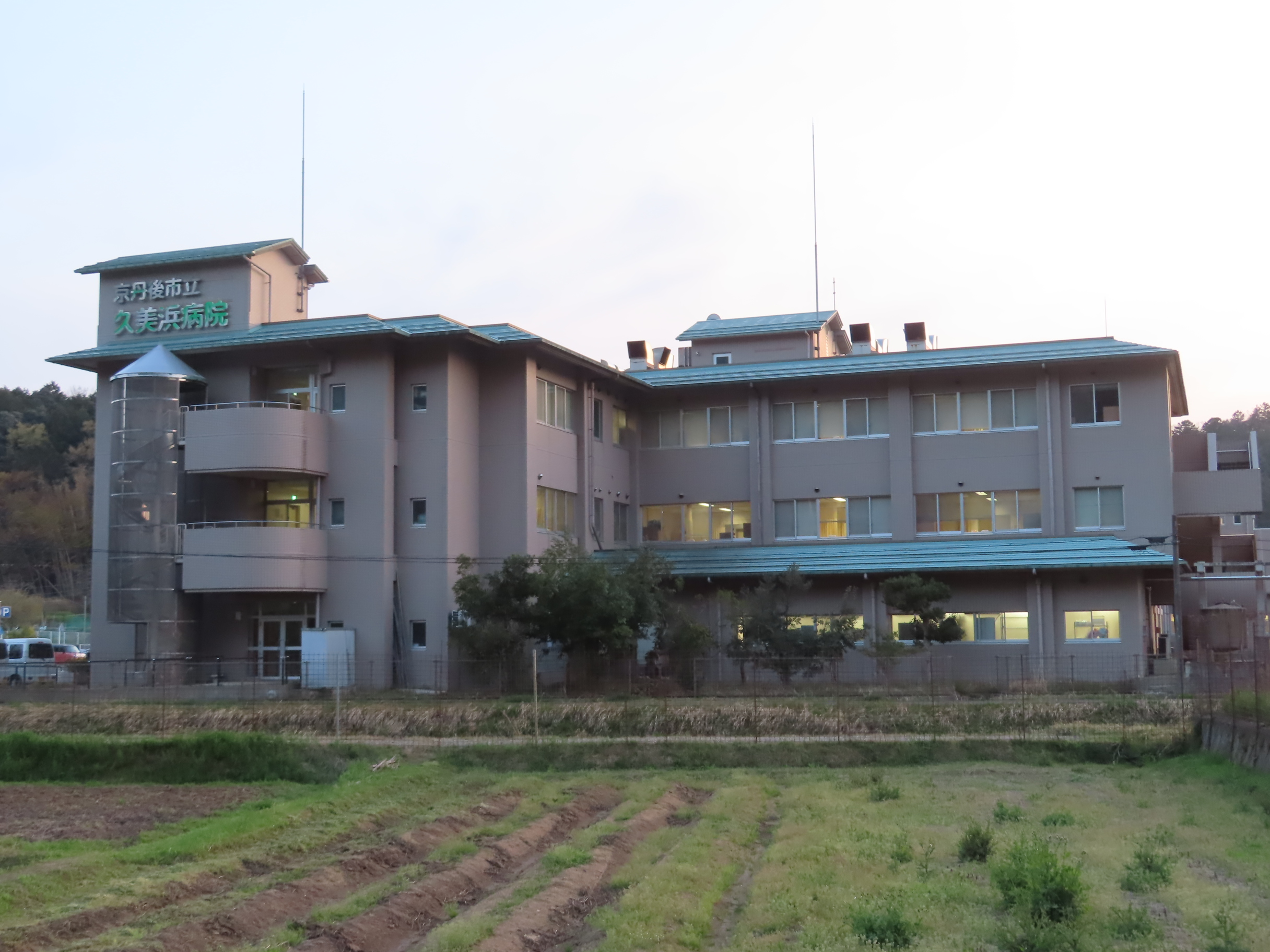
京丹後市立久美浜病院
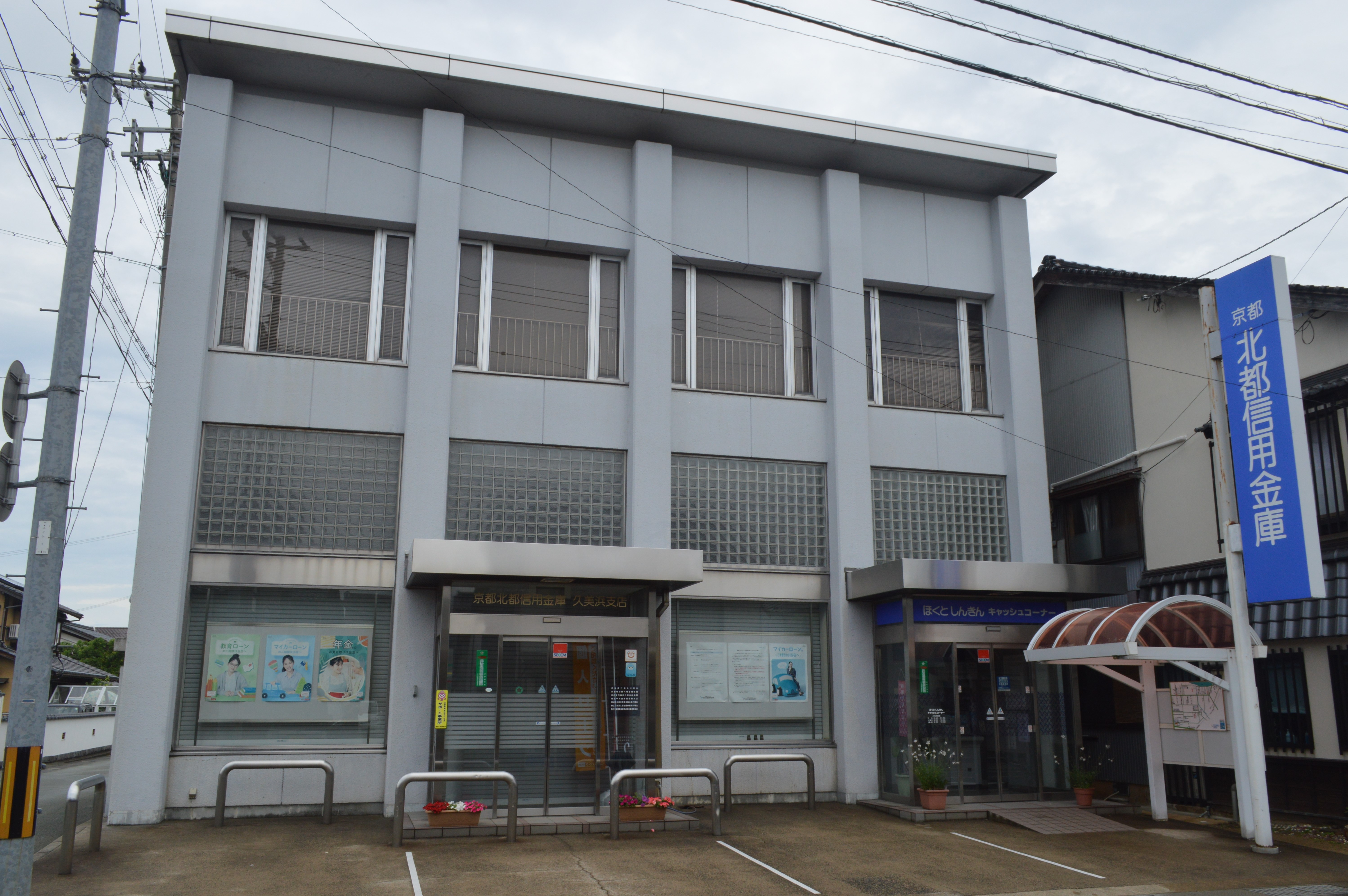
京都北都信用金庫久美浜支店
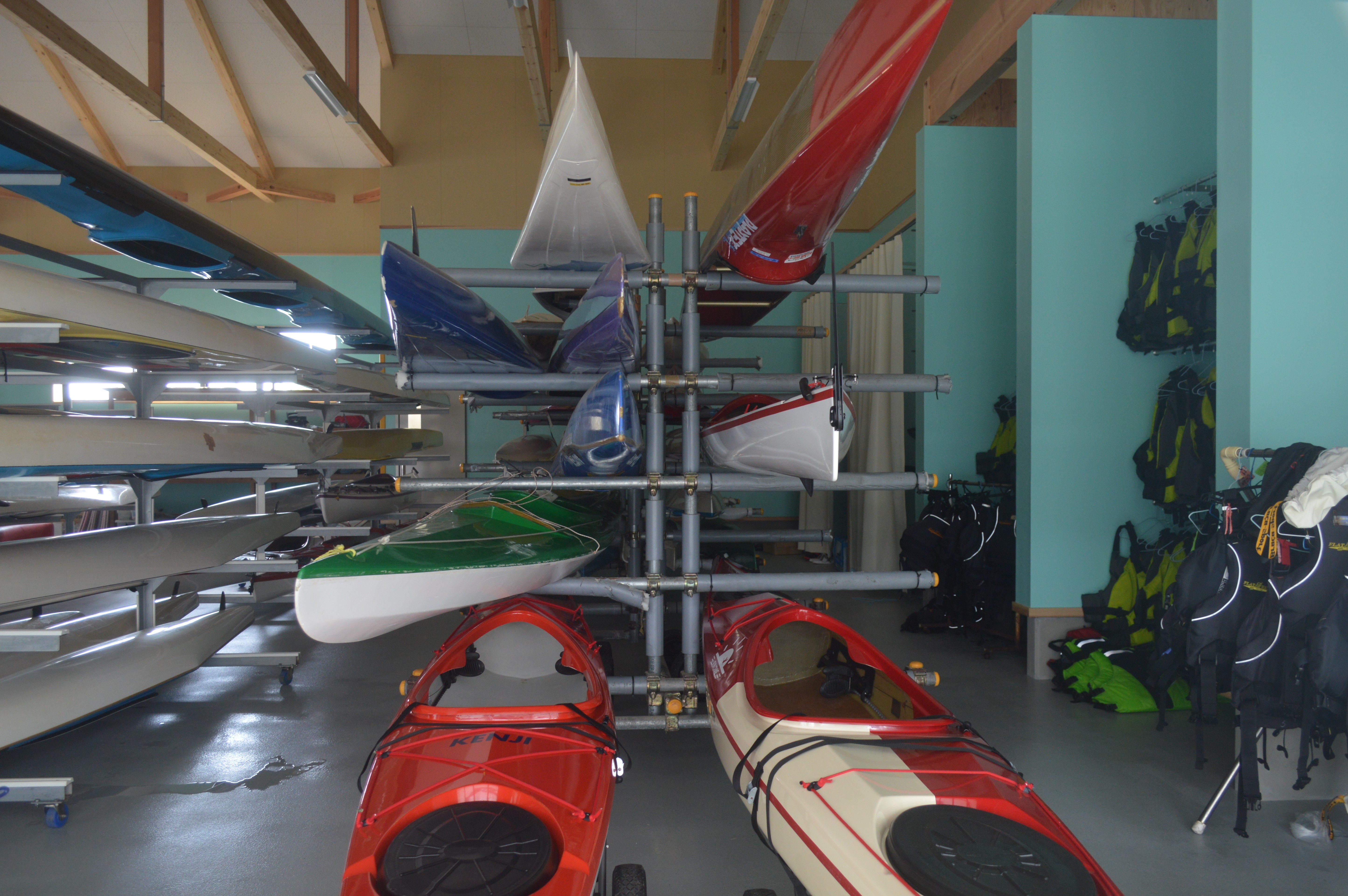
京丹後市久美浜湾カヌーセンター
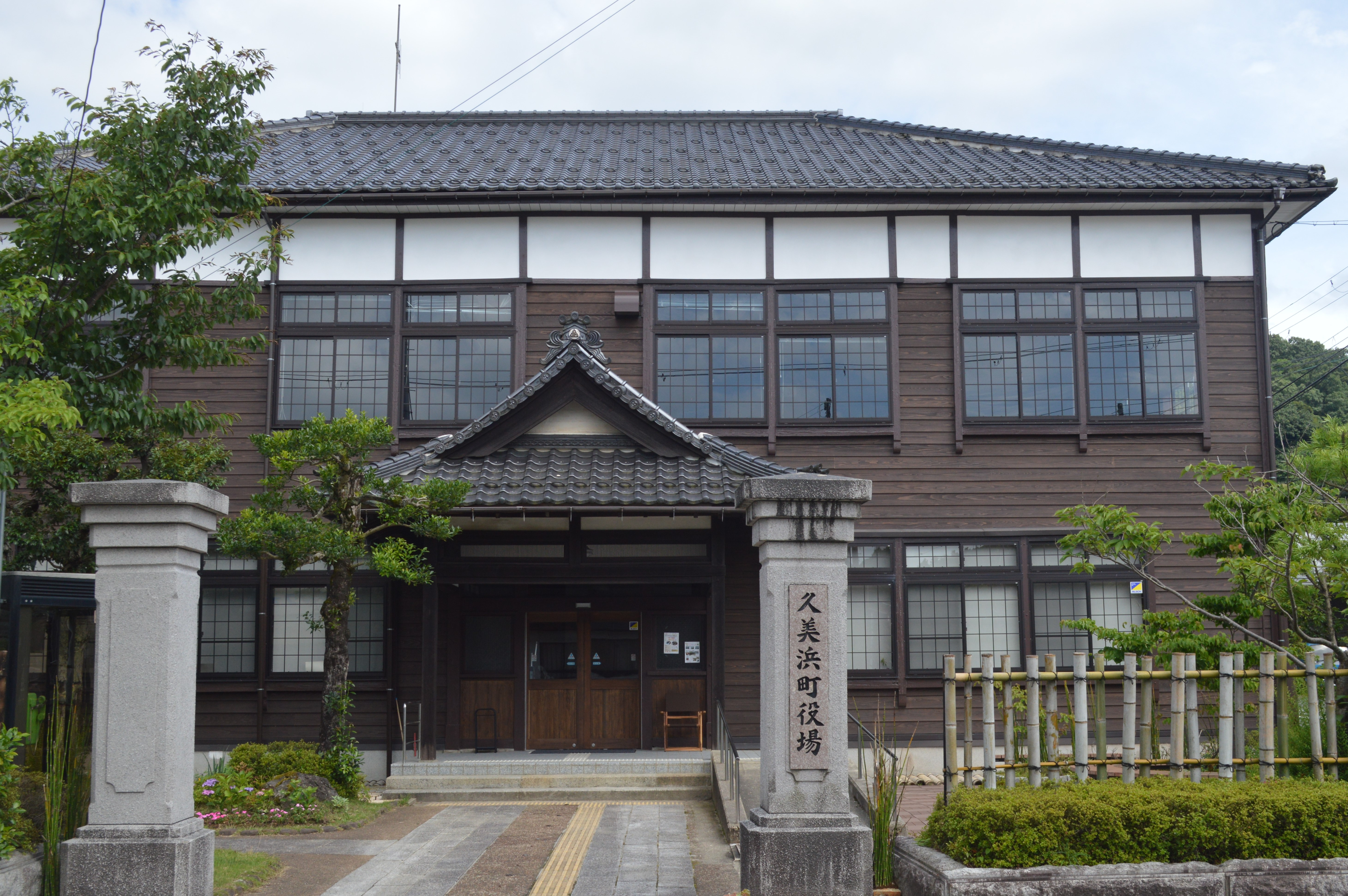
旧久美浜町役場

## 名所・旧跡・行事

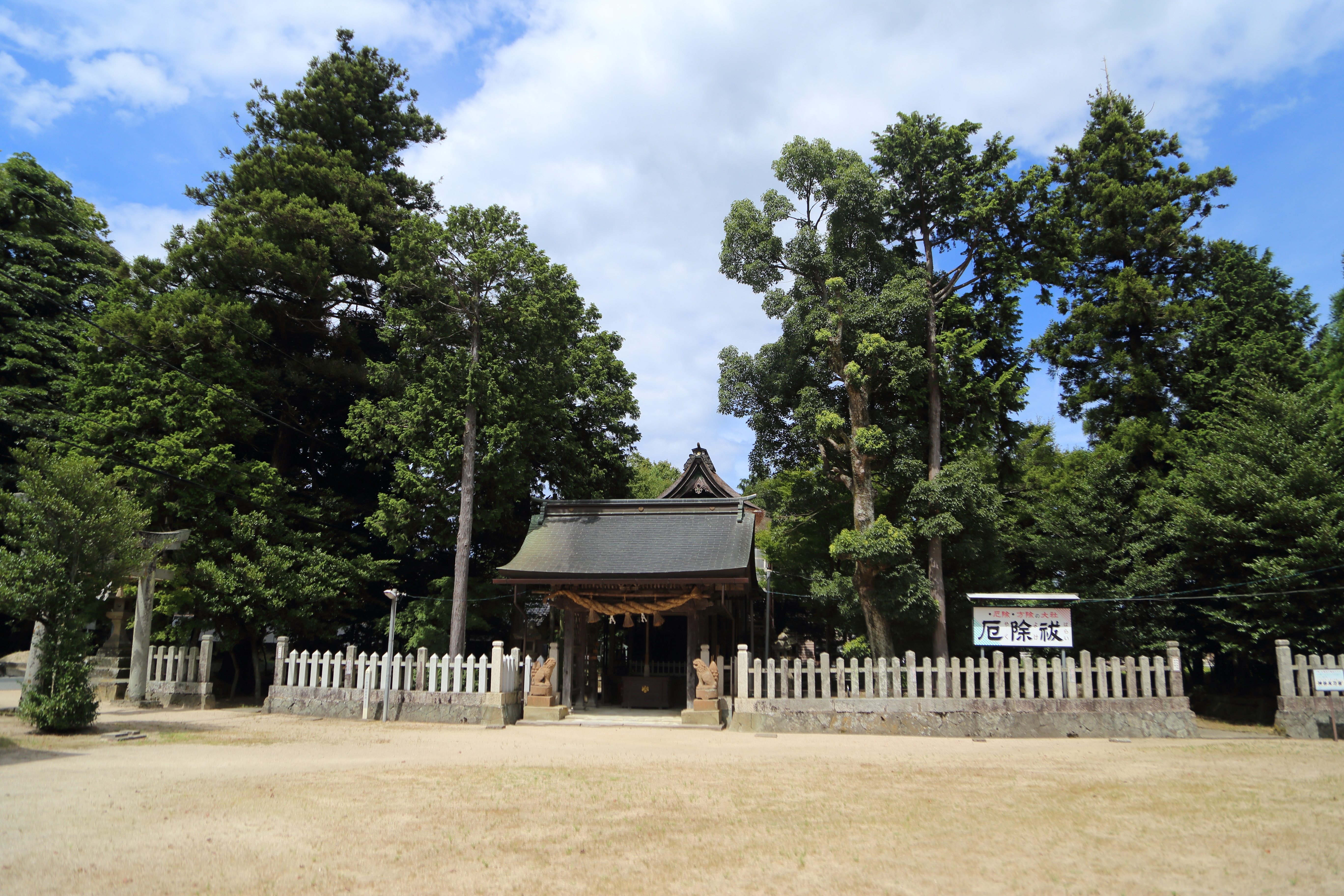
神谷太刀宮神社

- 神谷太刀宮神社 - 式内社、旧郷社。久美浜一区の氏神。丹波道主命を主祭神とする全国唯一の神社とされる。巨岩の神谷磐座があるほか、刀にまつわる伝承が残る。本殿と参考館（旧久美浜県庁舎御玄関棟）は京都府指定文化財。神門・境内社八幡神社本殿・鳥居は京都府登録文化財。
- 金刀比羅宮 - 十楽古神谷。久美浜代官の和田主馬の崇敬が厚く、和田は参道を改修したり、石段・鳥居・石灯籠の寄進を行っている[26]。
- 本願寺 - 浄土宗の寺院。鎌倉時代の本堂は重要文化財。南北朝時代の観経曼荼羅図、鎌倉時代とされる木造阿弥陀如来立像は京都府指定文化財。本願寺古文書は京都府登録文化財。勅使門は京丹後市指定文化財。
- 如意寺 - 高野山真言宗の寺院。春には約1万株のミツバツツジが咲くことで知られる。関西花の寺二十五霊場。
- 長明寺 - 真宗本願寺派の寺院。
- 西方寺 - 浄土宗の寺院。
- 宗雲寺 - 臨済宗南禅寺派の寺院。庭園は京都府指定文化財[27]。宝篋印塔[28]、松倉城主を務めた松井康之の両親の墓である「肥後の墓」[29]は京丹後市指定文化財。
- 松倉城跡（城山公園） - 久美浜城とも呼ばれる。
- 久美浜代官所跡
- 豪商 稲葉本家 - 廻船業や金融業を営んだ稲葉家の邸宅。主屋は12代稲葉市郎右衛門によって1890年（明治23年）に竣工した。国の登録有形文化財。

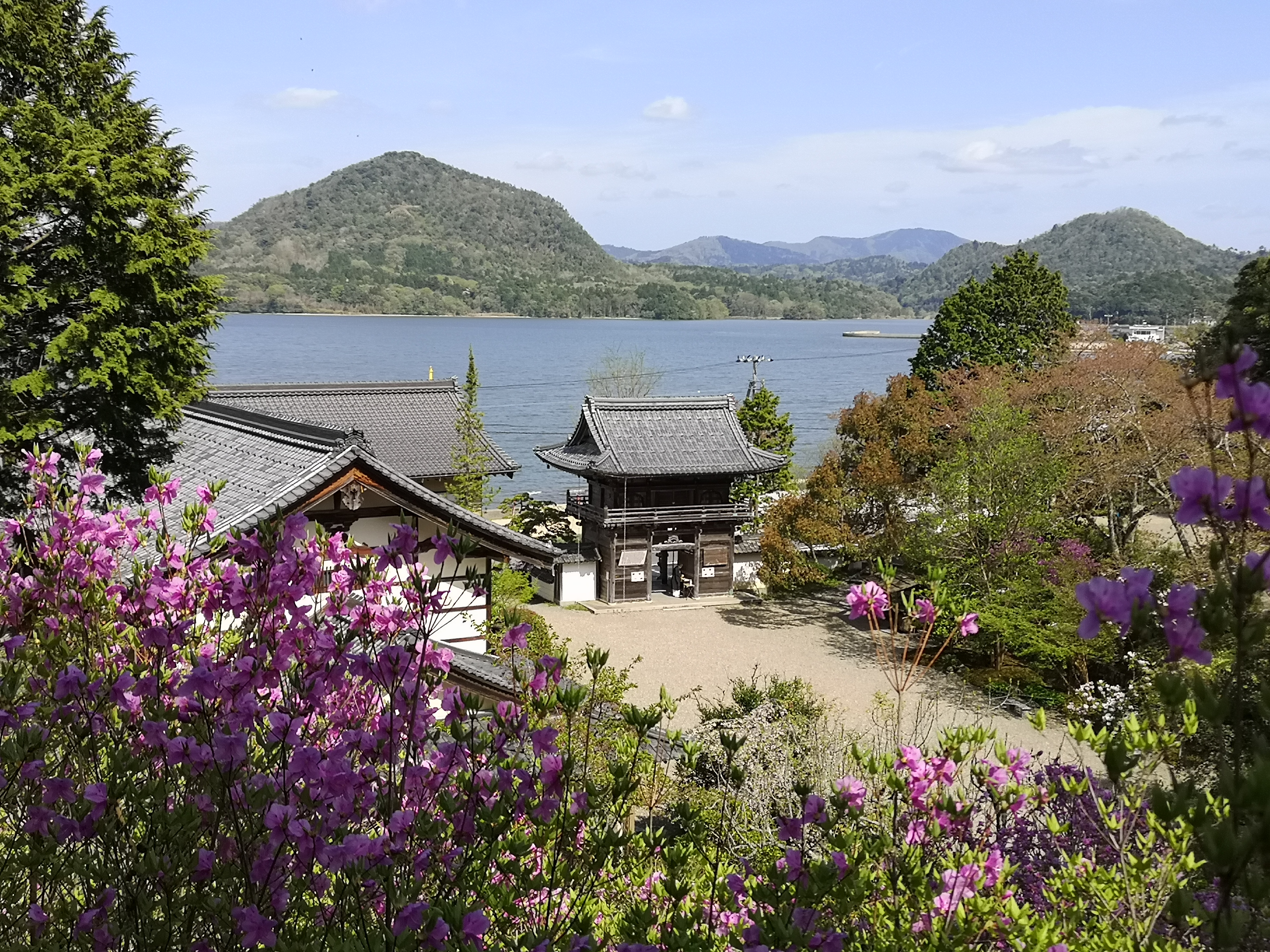
如意寺
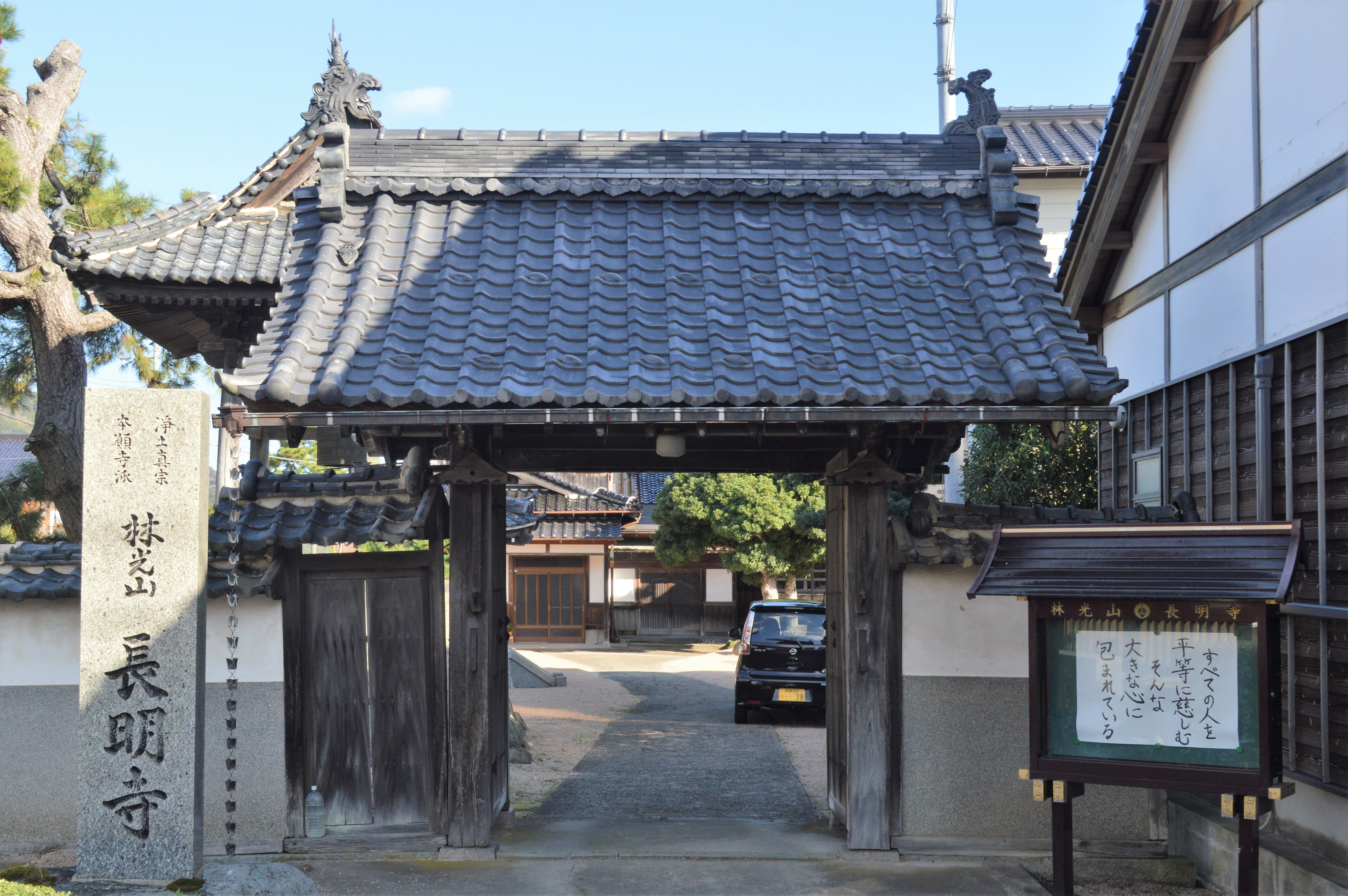
長明寺
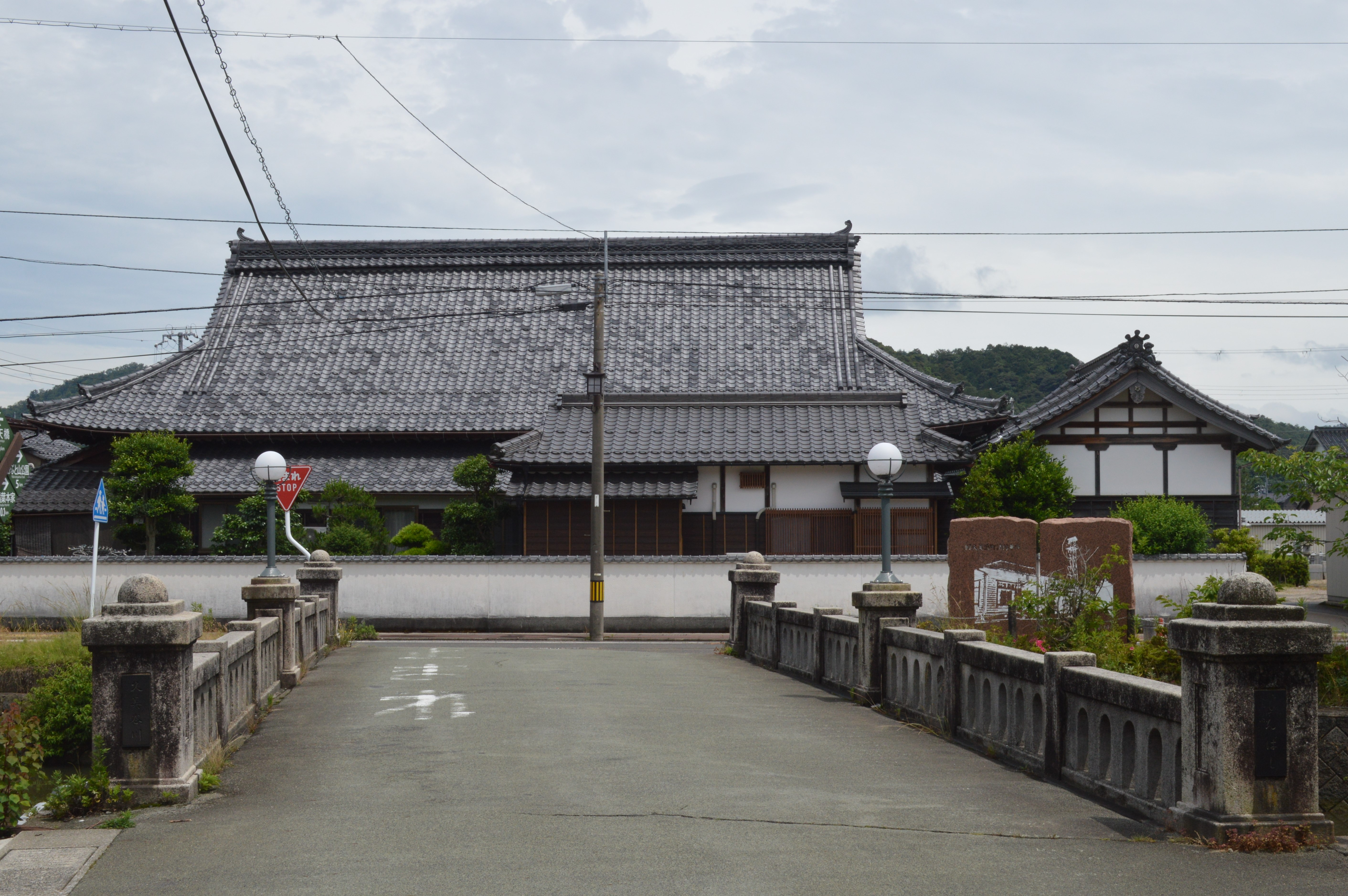
西方寺
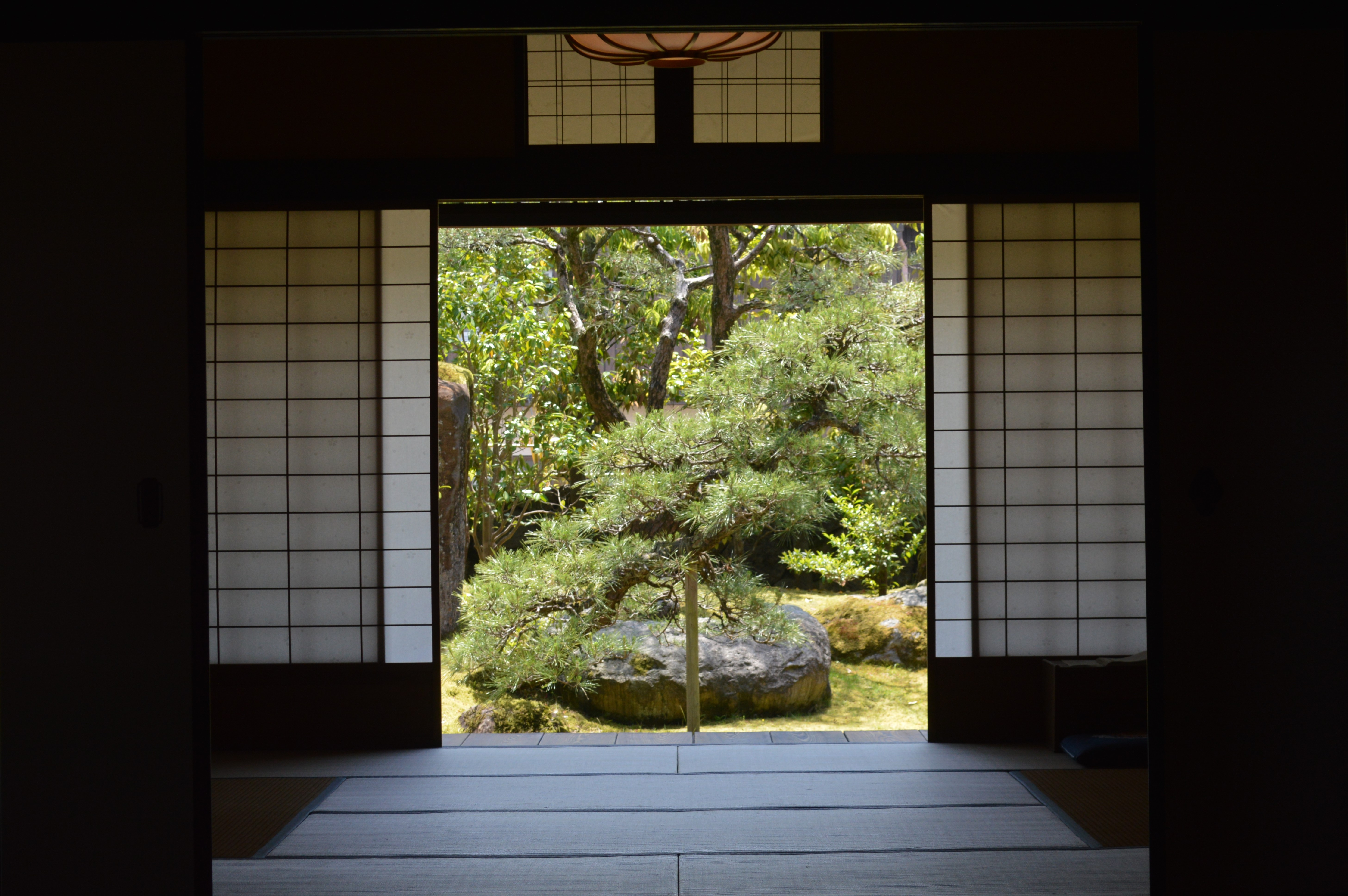
豪商 稲葉本家

### 神谷太刀宮神社氏神祭（秋祭り）
久美浜一区の祭礼として、神谷太刀宮神社氏神祭（秋祭り）を開催している。氏神祭の前日夜には宵宮が行われ、日和神楽に提灯が付けられて練り歩く。氏神祭の当日には（本宮）が行われ、神谷太刀宮の境内に飾り太鼓台が集結して芸が奉納される。神輿の一種である5台の太鼓台が出る。
| 太鼓台                 | 区                     | はちまき | 備考                                                               |
| ---------------------- | ---------------------- | -------- | ------------------------------------------------------------------ |
| 松江山（まつえざん）   | 向町区                 | 紫色     | 太鼓台は1932年（昭和7年）に新調された。                            |
| 美城山（びじょうざん） | 西本町区・新町区       | 白色     | 名称は久美浜小学校裏手の天神山に築城された松倉城に因んでいる。     |
| 霧島山（きりしまやま） | 東本町区・新橋区       | 緑色     | 太鼓台は1921年（大正10年）に新調された。                           |
| 双葉山（ふたばやま）   | 土居区・仲町区・栄町区 | 桃色     | 名称は土居区の稲葉家と仲町区の東稲葉家の両家に因んでいるとされる。 |
| 神楽山（かぐらやま）   | 十楽区                 | 赤色     | 太鼓台は1920年（大正9年）に新調された。                            |

## 出身者
- 12代稲葉市郎右衛門（英裕） - 実業家・銀行家・政治家。衆議院議員。1890年（明治23年）には稲葉本家の主屋を建造した。1950年（昭和25年）には敷地内に銅像が建立された。
- 13代稲葉市郎右衛門（景介） - 実業家・銀行家・政治家。京都府会議長。私財を投じて国鉄宮津線の久美浜駅＝豊岡駅間の開通に尽力した。